# ᵵ
ᵵ یا T با مدی در میان یکی از حروف خط لاتین است. تاکنون نسخهٔ حرف بزرگ آن در یونی‌کد استفاده نشده است. در الفبای آوانگاری بین‌المللی این حرف نشان‌دهندهٔ انفجاری‌های دندانی و لثوی بی‌واک حلقومی‌شده یا نرم‌کامی‌شده است.